# Flatwoods (Virgínia Ocidental)
Flatwoods é uma cidade  localizada no estado norte-americano de Virgínia Ocidental, no Condado de Braxton.

## Demografia
Segundo o censo norte-americano de 2000, a sua população era de 348 habitantes. Em 2006, foi estimada uma população de 353, um aumento de 5 (1,4%).

## Geografia
De acordo com o United States Census Bureau tem uma área de 2,7 km², dos quais 2,7 km² cobertos por terra e 0,0 km² cobertos por água.

## Localidades na vizinhança
O diagrama seguinte representa as localidades num raio de 32 km ao redor de Flatwoods.